# Tommaso Tittoni

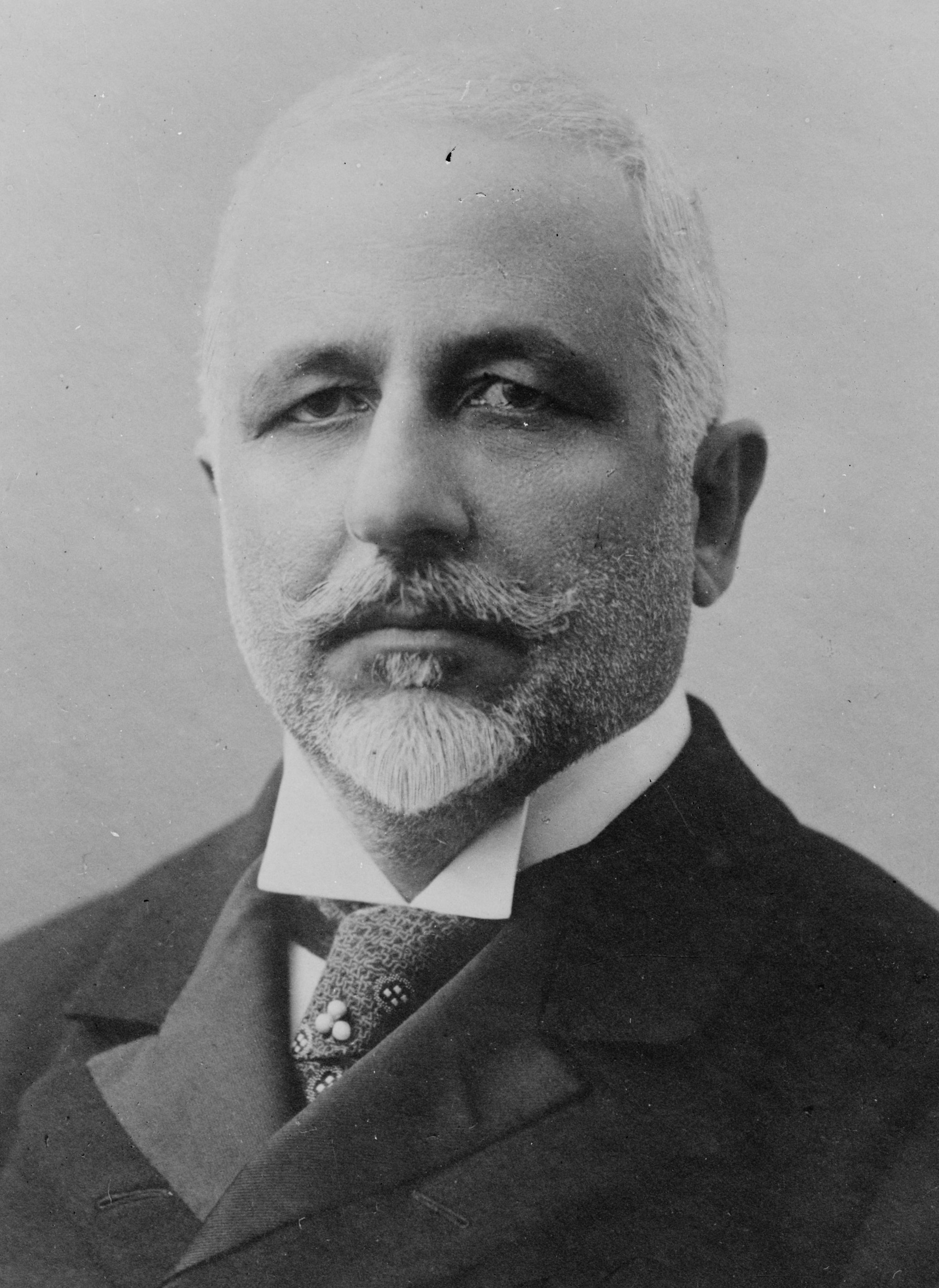
Tommaso Tittoni.

Tommaso Tittoni (ur. 1855, zm. 1931) – włoski dyplomata i mąż stanu, liberał.
Był posłem do parlamentu (1886-1895), prefektem Perugii i Neapolu w latach 1898-1902, ministrem spraw zagranicznych w okresach 1903-1905, 1906-1909 oraz 1919, ambasadorem Włoch w Londynie (1905-1906) i w Paryżu (1910-1916), przewodniczącym delegacji w Lidze Narodów (1920-1921), senatu (1920-1929) i Akademii Włoskiej (1929-1930). Od 1926 redagował "Nuova Antologia".
Sprzeciwiał się sojuszowi Włoch z Niemcami i Austro-Węgrami. Odegrał ważną rolę w rozmowach, które prowadziły do przystąpienia Włoch do I wojny światowej.